# Chrobryeik

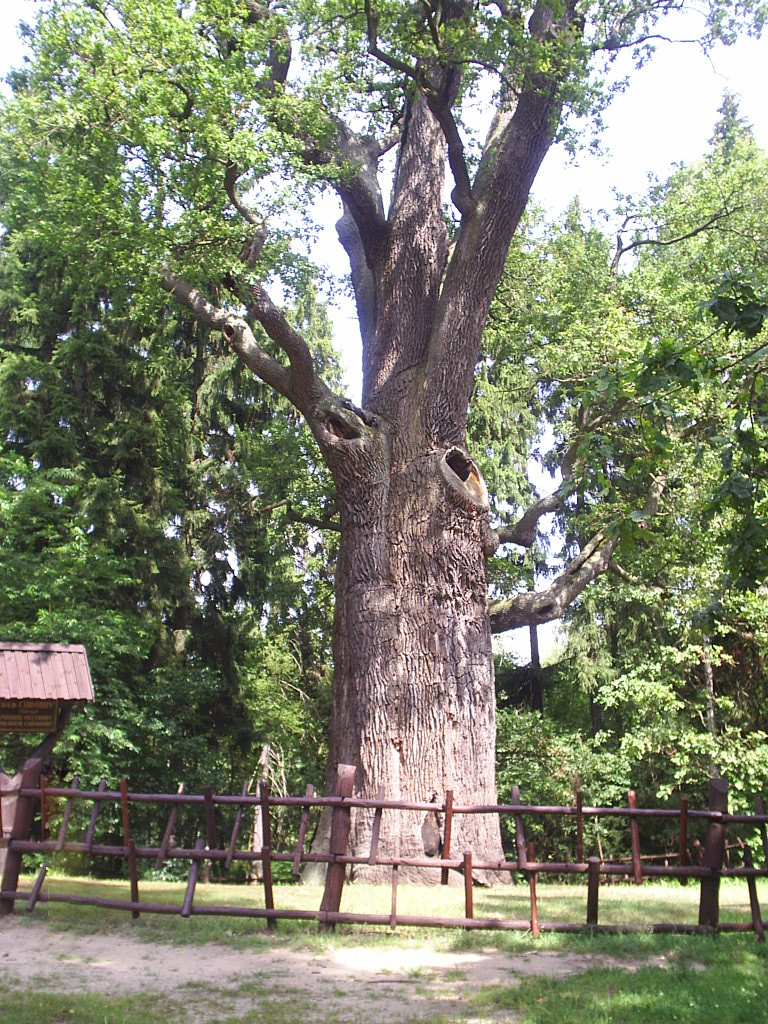
De Chrobyeik

De Chrobryeik (Pools: De Dappere eik) is een zomereik (Quercus robus) in Polen. De boom is een van de oudste bomen in Polen en vernoemd naar de Poolse koning Bolesław I van Polen (De Dappere). Chrobryeik is een natuurmonument. De boom groeit in het natuurgebied Buczyna Szprotawska nabij de stad Szprotawa. 
Op 24 maart 1967 werd de boom erkend als natuurmonument. Echter werd de  boom al voor de Tweede Wereldoorlog beschermd. Er wordt geschat dat de boom rond het jaar 1250 gekiemd is. De boom is meer dan 750 jaar oud. De kroon is goed ontwikkeld echter zijn bepaalde takken hol, ook bevat de stam holle plekken. 
De overspanning van de kroon bedraagt ongeveer 16 meter en de boom is ongeveer 28 meter hoog. De stamomtrek bedraagt 9,92 meter en de diameter op borsthoogte bedraagt 315,5 centimeter. De boom bevat voor een totaal aan 90 kubieke meter aan hout waardoor de boom qua volume de op drie na grootste boom van Polen en de grootste eik van Polen.  
Paus Johannes Paulus II kreeg op 28 april 2004 enkele eikels van de Chrobryeik tijdens een pelgrimstocht van boswachters naar het Vaticaan. Van deze eikels zijn 500 zaailingen opgekweekt in de kwekerij van Rudy Raciborskie. De zaailingen werden gecertificeerd en verspreid door heel Polen geplant ter herinnering aan de Poolse paus.
Op 18 november 2014 kwam de eik in brand te staan, vrijwel zeker door brandstichting.